# Красна Поляна (Оренбурзький район)
Кра́сна Поля́на (рос. Красная Поляна) — хутір у складі Оренбурзького району Оренбурзької області, Росія.

## Населення
Населення — 74 особи (2010; 61 у 2002).
Національний склад (станом на 2002 рік):
- росіяни — 95 %